# Colombia op de Olympische Zomerspelen 1976
Colombia nam deel aan de Olympische Zomerspelen 1976 in Montréal, Canada. Nadat Colombia op de vorige Spelen voor het eerst een medaille had gewonnen, en uiteindelijk zelfs drie, werd er dit keer geen medaille behaald.

## Deelnemers en resultaten per onderdeel

### Atletiek
| Olympiër                | Discipline            | Resultaat | Prestatie                 |
| ----------------------- | --------------------- | --------- | ------------------------- |
| Tibaduiza Reyes         | 5000m (m)             | 31e       | serie 2: 8ste in 13.49,49 |
| Víctor Mora             | 10000m (m)            | 34e       | serie 1: 11de in 30.26,57 |
| Tibaduiza Reyes         | 10000m (m)            | 28e       | serie 2: 10de in 29.28,17 |
| Jesus Villegas Candelo  | 400m horden (m)       | DNF       | serie 4: niet gefinisht   |
| Jairo Cubillog Rauirez  | marathon (m)          | 48e       | 2:29.04                   |
| Rafael Mora Zamora      | marathon (m)          | DNF       | niet gefinisht            |
| Ernesto Alfaro Bermudez | 20km snelwandelen (m) | 19e       | 1:33.13                   |
| Rafael Vega Hernández   | 20km snelwandelen (m) | 31e       | 1:37.27                   |

### Boksen
| Olympiër          | Discipline  | Resultaat | Prestatie |
| ----------------- | ----------- | --------- | --- |
| Virgilio Palomo   | -51kg (m)   | 17e       | 1ste ronde: vrij 2de ronde: V van JPN Koga: 0-5                                                                    |
| Sandalio Calderón | -57kg (m)   | 33e       | 1ste ronde: V van VEN Pacheco: 0-5                                                                                 |
| Leonidas Asprilla | -60kg (m)   | 9e        | 1ste ronde: vrij 2de ronde: W van ETH Degefu: walk-over 3de ronde: V van USA Davis: scheidsrechterlijke beslissing |
| Luis Godoy        | -63,5kg (m) | 33e       | 1ste ronde: V van AUT Sittler: 1-4                                                                                 |
| Carlos Mejia      | -67kg (m)   | 17e       | 1ste ronde: vrij 2de ronde: V van PUR Santos: 0-5                                                                  |

### Gewichtheffen
| Olympiër         | Discipline | Resultaat | Prestatie                                                        |
| ---------------- | ---------- | --------- | ---------------------------------------------------------------- |
| Gustavo Quintana | -52kg (m)  | 16e       | trekken: 19de met 80kg stoten: 16de met 105kg totaal: 185kg      |
| Ezequiel Sánchez | -56kg (m)  | 17e       | trekken: 20ste met 87,5kg stoten: 15de met 122,5kg totaal: 210kg |

### Schietsport
| Olympiër              | Discipline          | Resultaat | Prestatie             |
| --------------------- | ------------------- | --------- | --------------------- |
| Alfredo González      | 25m snelvuurpistool | 33e       | 581 punten: (285-296) |
| Hanspeter Bellingrodt | 50m bewegend doel   | 13e       | 560 punten: (285-275) |
| Helmut Bellingrodt    | 50m bewegend doel   | 6e        | 567 punten: (282-285) |

### Wielersport
| Olympiër                                                    | Discipline                    | Resultaat | Prestatie |
| Baan                                                        | Baan                          | Baan      | Baan |
| ----------------------------------------------------------- | ----------------------------- | --------- | --- |
| Julio Echevarry                                             | sprint (m)                    | 11e       | 1ste ronde serie 6: V van URS Kravtsov 1ste ronde herkansingen: W van TTO Rawlins 2de ronde serie 3: 3de 2de ronde herkansingen: 2de |
| José Jaime Galeano                                          | individuele achtervolging (m) | 26e       | kwalificatie: 26ste |
| José Jaime Galeano Jorge Hernandez Carlos Mesa Jhon Quiceno | ploegenachtervolging (m)      | 15e       | kwalificatie: 15de |
| Weg                                                         |                               |           | |
| Luis Manrique                                               | wegwedstrijd (m)              | 23e       | 4:49.01 |
| Alvaro Pachón                                               | wegwedstrijd (m)              | 22e       | 4:49.01 |
| Abelardo Rios                                               | wegwedstrijd (m)              | DNF       | niet gefinisht |
| Miguel Samaca                                               | wegwedstrijd (m)              | DNF       | niet gefinisht |
| Luis Manrique Alvaro Pachón Abelardo Rios Miguel Samaca     | ploegentijdrit (m)            | 23e       | 2:24.55 |

### Zeilen
| Olympiër                             | Discipline | Resultaat | Prestatie                          |
| ------------------------------------ | ---------- | --------- | ---------------------------------- |
| Andras de Lisocky Beatriz de Lisocky | 470        | 22e       | 147 punten: (22-16-9-19-21-24-DNF) |

### Zwemmen
| Olympiër        | Discipline           | Resultaat | Prestatie                |
| --------------- | -------------------- | --------- | ------------------------ |
| Helmut Levy     | 100m vrije slag (m)  | 32e       | serie 2: 6de in 54,60    |
| Tomas Becerra   | 200m vrije slag (m)  | 35e       | serie 2: 6de in 2.00,72  |
| Tomas Becerra   | 400m vrije slag (m)  | 40e       | serie 7: 7de in 4.14,73  |
| Jorge Jaramillo | 100m vlinderslag (m) | 19e       | serie 3: 4de in 57,33    |
| Jorge Jaramillo | 200m vlinderslag (m) | 13e       | serie 2: 2de in 2.04,30  |
|                 |                      |           |                          |
| Fernanda Pérez  | 400m vrije slag (v)  | 29e       | serie 2: 6de in 4.45,73  |
| Fernanda Pérez  | 800m vrije slag (v)  | 18e       | serie 2: 6de in 9.36,10  |
| Liliana Cian    | 100m rugslag (v)     | 31e       | serie 2: 6de in 1.11,62  |
| Liliana Cian    | 200m rugslag (v)     | 30e       | serie 2: 8ste in 2.37,06 |
| Liliana Cian    | 100m vlinderslag (v) | 18e       | serie 5: 7de in 1.09,91  |

Amerikaanse Maagdeneilanden · Andorra · Antigua en Barbuda · Argentinië · Australië · Bahama's · Barbados · België · Belize · Bermuda · Bolivia · Bondsrepubliek Duitsland · Brazilië · Bulgarije · Canada · Chili · Colombia · Costa Rica · Cuba · Denemarken · Dominicaanse Republiek · Duitse Democratische Republiek · Ecuador · Egypte · Fiji · Filipijnen · Finland · Frankrijk · Griekenland · Groot-Brittannië · Guatemala · Haïti · Honduras · Hongarije · Hongkong · Ierland · IJsland · India · Indonesië · Iran · Israël · Italië · Ivoorkust · Jamaica · Japan · Joegoslavië · Kaaimaneilanden · Kameroen · Koeweit · Libanon · Liechtenstein · Luxemburg · Maleisië · Marokko · Mexico · Monaco · Mongolië · Nederland · Nederlandse Antillen · Nepal · Nicaragua · Nieuw-Zeeland · Noord-Korea · Noorwegen · Oostenrijk · Pakistan · Panama · Papoea-Nieuw-Guinea · Paraguay · Peru · Polen · Portugal · Puerto Rico · Roemenië · San Marino · Saoedi-Arabië · Senegal · Singapore · Sovjet-Unie · Spanje · Suriname · Thailand · Trinidad en Tobago · Tsjecho-Slowakije · Tunesië · Turkije · Uruguay · Venezuela · Verenigde Staten · Zuid-Korea · Zweden · Zwitserland